# Сорокопуд індійський
Сорокопуд індійський (Lanius vittatus) — вид горобцеподібних птахів родини сорокопудових (Laniidae).

## Поширення
Вид поширений в Індії, Пакистані, Афганістані, на півдні Непалу, сході Ірану, півдні Туркменістану, а також в Омані та ОАЕ. Мешкає у сухих відкритих місцевостях із заростями чагарників.

## Опис
Дрібний птах, завдовжки 17-19 см, вагою 18-26 г. Це птахи з міцною і масивною зовнішністю з досить великою і овальною головою, міцним і гачкуватим дзьобом, міцними і досить короткими ногами, короткими і округлими крилами і досить довгим тонким хвостом з квадратним кінцем. Верхівка голови, шия та плечі сірого кольору. Лицьова маска чорна. Спина та крила темно-червонувато-коричневі, лише махові на крила чорного кольору і є біле дзеркальце в основі крил. Хвіст чорний. Горло біле, груди та черево світло-сірі. Боки тіла і стегна персикового забарвлення. Очі темно-карі, а ноги та дзьоб сіро-чорні.

## Спосіб життя
Живуть поодинці або парами. Активно захищають свою територію від конкурентів. Живиться комахами та дрібними безхребетними. Сезон розмноження триває з квітня по серпень. самець допомагає самиці у будівництві гнізда (глибока чашоподібна конструкція, побудована з переплетення гілочок, облицювана зсередини рослинними волокнами). Гніздо розташовується між листям куща або між нижніми гілками дерева. Інкубація триває два тижні. Пташенята, сліпі та без оперення, можуть літати після трьох тижнів життя, стаючи незалежними від батьків приблизно через місяць після вилуплення.

## Підвиди
- Lanius vittatus nargianus Vaurie, 1955 — поширений в північно-західній частині ареалу.
- Lanius vittatus vittatus Valenciennes, 1826 - решта ареалу.